# Dan Burincă
Dan Burincă (n. 17 iunie 1972, Sibiu, România) este un fost gimnast român specializat la inele, vicecampion olimpic la Atlanta 1996 și vicecampion mondial în 1995.

## Carieră
A început antrenamentul la gimnastică artistică la CSS din orașul său natal, Sibiu, sub îndrumarea lui Horst Stolz. Începând cu 1987 a activat la CSA Steaua cu Aurelian Georgescu, apoi s-a alăturat lotului olimpic, unde s-a pregătit sub conducerea antrenorilor Dan Grecu, Aurelian Georgescu si Iosif Ferencz.
Și-a făcut debutul internațional în 1992 la Campionatele Balcanice, cucerind medalia de aur la inele și medalia de bronz la individual compus. În anul următor, la Birmingham, a participat la primul sau Campionat Mondial, clasându-se pe locul 5 la inele. La ediția din 1994 de la Brisbane a obținut medalia de bronz la inele. În anul următor a mai urcat o treaptă pe podium, fiind laureat cu argint la același aparat la Campionatul Mondial de la Sabae. Cu echipa a ocupat locul trei, prima medalie mondială din istoria gimnasticii masculine românești. La Jocurile Olimpice de vară din 1996 de la Atlanta a împărțit medalia de argint la inele cu ungurul Szilveszter Csollány.
După ce s-a retras din activitate competițională în 1998, a devenit antrenor de gimnastică la CSS Cetate din Deva, iar apoi din 2002 la KTV Klagenfurt în Austria. În 2005 s-a întors la CSS Sibiu, unde a făcut primii pași în gimnastică. Începând cu 2011 lucrează la clubul SKV din Siegen în Germania, fiind numit antrenorul anului din Siegen-Wittgenstein în 2013.
Pentru realizările sale a primit în 1994 titlul de Maestru emerit al sportului. În 2000 i-a fost conferit Crucea Națională Serviciul Credincios, clasa a II-a.

## Legături externe
- Dan Burincă la Comitetul Olimpic și Sportiv Român (arhivat)
- Biografii-B la Federația Română de Gimnastică
- en Dan Burincă la Olympedia.org